# ادی بارکس
ادی بارکس (انگلیسی: Eddie Barks; ۱ سپتامبر ۱۹۲۱ – مارس ۱۹۸۹ (aged 67)) بازیکن فوتبال اهل بریتانیا بود.
از باشگاه‌هایی که در آن بازی کرده‌است می‌توان به باشگاه فوتبال ناتینگهام فارست و باشگاه فوتبال منزفیلد تاون اشاره کرد.